# Gusong (köpinghuvudort i Kina, Sichuan Sheng, lat 28,31, long 105,24)
Gusong (kinesiska: 古宋, 古宋镇) är en köpinghuvudort i Kina. Den ligger i provinsen Sichuan, i den sydvästra delen av landet, omkring 280 kilometer sydost om provinshuvudstaden Chengdu. Antalet invånare är 87 882. Befolkningen består av 42 939 kvinnor och 44 943 män. Barn under 15 år utgör 22,0 %, vuxna 15-64 år 67 %, och äldre över 65 år 9,0 %.
Runt Gusong är det tätbefolkat, med 276 invånare per kvadratkilometer. Det finns inga andra samhällen i närheten. Trakten runt Gusong består till största delen av jordbruksmark.
Genomsnittlig årsnederbörd är 1 332 millimeter. Den regnigaste månaden är september, med i genomsnitt 230 mm nederbörd, och den torraste är december, med 25 mm nederbörd.